# Монумент независимости Казахстана
Монумент Независимости Казахстана (каз. Тәуелсіздік монументі) — памятник на центральной площади (Площадь Республики) Алма-Аты, основным мотивом которого является изображение Золотого человека. Наряду с Байтереком является символом современного Казахстана. Автор — Адилет Жумабай, 
Ш.-А. Валиханов.

## Архитектура
Экспозиция комплекса растянута горизонтально на 180 метров. Центром композиции является вертикальная пластическая стела, напоминающая рельефные мангышлакские кулпытасы, и имеет высоту 28 метров. Она завершается «Золотым человеком» (высотой 6 метров) — правителем, который стоя управляет крылатым барсом и символизирует твёрдую государственную власть на казахстанской земле. Стела установлена на полукруглом постаменте, который размещён в центре замощенной круглой площадки. Стела закрепляет определённую точку в пространстве, располагаясь на фоне двух высотных зданий. Чем ближе подходим мы к ней, тем резче и динамичнее она устремляется в небо.
В нижней части стелы высечены слова (на казахском и русском языках): «25 декабря 1990 г. провозглашен государственный суверенитет Казахстана». «16 декабря 1991 г. объявлена Государственная независимость Казахстана».
У подножья стелы, на стилобате размещена скульптурная группа, состоящая из аллегорических фигур «Мудреца — неба», «Матери-земли» и двух детей на жеребятах. Фигуры размещены по четырём сторонам света, откуда поступает живительная влага, делающая землю плодоносящей. Дети-всадники символизируют молодость и большое будущее республики. С другой стороны, отец, мать и дети составляют семью — основу государства. Эти фигуры вписываются в квадрат, олицетворяющий устойчивость и прочность.
Колонна обрамлена обрешётками художественного литья, на которых описаны исторические события Казахстана.
По обеим сторонам стелы подковообразно, по кругу, размещены 10 барельефов, которые раскрывают историю Казахстана с древнейших времён до наших дней. Число 10 не случайно: оно, по Пифагору, является числом благоденствия, благополучия, силы и мощи. Разумеется, здесь имеет место не хронологический порядок изложений событий, а художественно-пластическое выражение отдельных её ярких этапов.
- Рельеф 1. В рельефе отражена эпоха Томирис - царицы массагетских саков. Томирис изображена на колеснице в момент победы.
- Рельеф 2. Изображена эпоха Аль-Фараби. Рядом с фигурой Аль-Фараби изображен историк Мухамед-Хайдар Дулати. Чуть ниже сидит Коркут-ата с кобызом. В левом нижнем углу изображена легенда о происхождении тюркских народов от небесного волка.
- Рельеф 3. Посвящен образованию Казахского ханства в XV веке.
- Рельеф 4. Отражен самый печальный период в истории казахского народа — годы «великого бедствия».
- Рельеф 5. Изображен поединок молодого Абылай хана с калмыкским нойоном Шарышем.
- Рельеф 6. Рельеф посвящен памяти великих сыновей России и Украины, сосланных в Казахстан в годы царизма.
- Рельеф 7. Отражена тема восстания, где предводителем был Султан Садык, сын Кенесары.
- Рельеф 8. Рельеф посвящен Второй мировой войне.
- Рельеф 9. Тема рельефа - декабрьские события 1986 года. Выступление молодежи с политическими, гражданскими требованиями.
- Рельеф 10. Изображено провозглашение независимости Казахстана, выступление и клятва первого президента Республики Н.А.Назарбаева.[1]

## Изображения

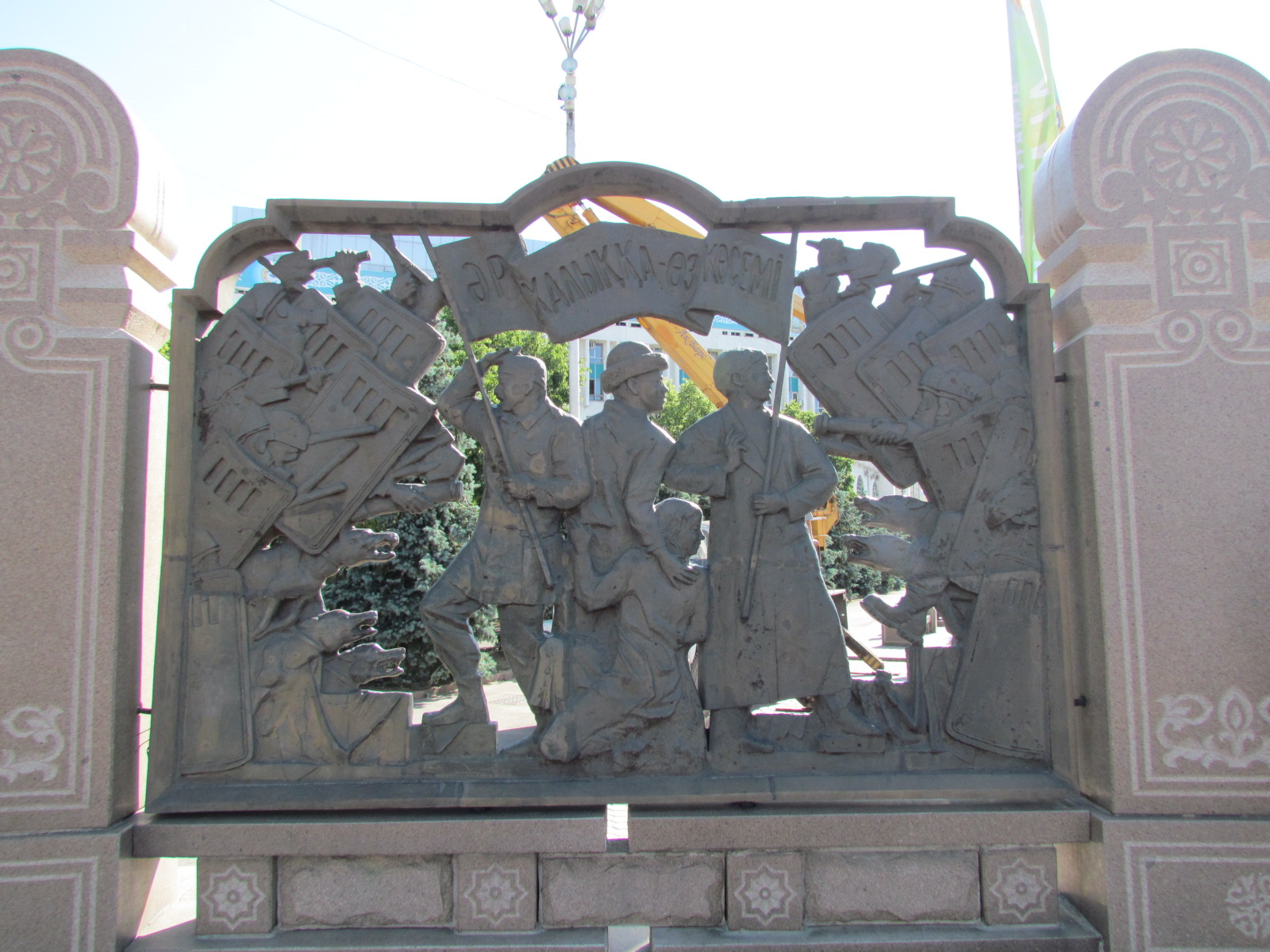
Один из десяти барельефов, окружающих монумент, посвящённый Декабрьским событиям 1986 года.
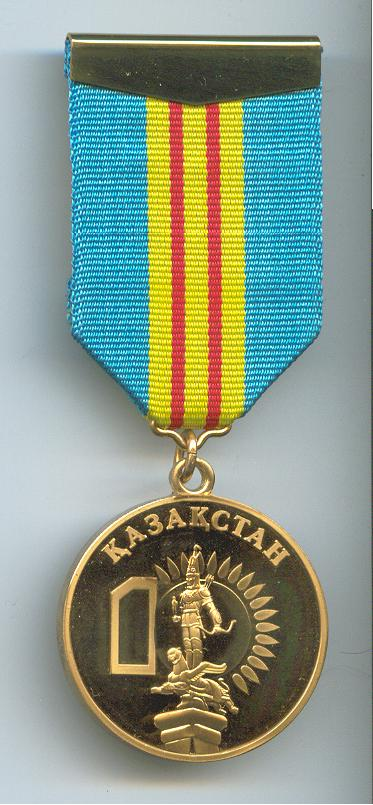
Изображение верхней части монумента на юбилейной медали в честь 10-летия независимости Республики Казахстан
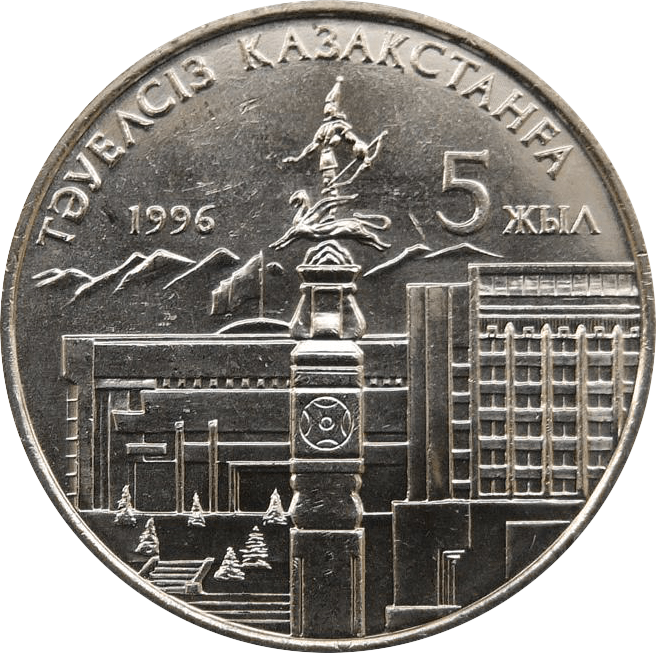
Изображение монумента на памятной монете в 20 тенге, посвящённой 5-летию независимости Республики Казахстан
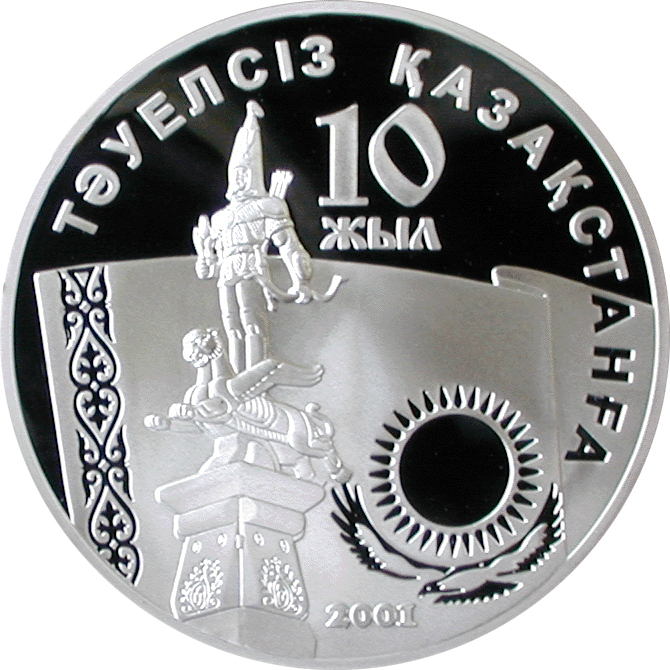
Изображение монумента на памятной серебряной монете в 500 тенге, посвящённой 10-летию независимости Республики Казахстан

## История
Идея создания Монумента Независимости пришла Президенту Казахстана во время поездки в Египет в 1993 году, в город Луксор, где находится монумент в честь обретения независимости Египтом. В этой поездке Нурсултана Абишевича Назарбаева сопровождал Шот-Аман Валиханов, который и предложил создать подобный монумент в Казахстане.
Монумент Независимости был открыт на Площади Республики 16 декабря 1996 года по указу Президента. Руководителем авторской группы стал заслуженный архитектор республики, потомок Чокана Валиханова Шота Валиханов. В авторскую группу вошли скульпторы Адилет Жумабаев, Нурлан Далбаев и архитектор Казыбек Жарылгапов. Монумент также был разработан и возведён при соавторстве Калдыбая Монтахаева, Мурата Мансурова, Азата Баярлина, Казыбека Сатыбалдина. Активное участие в изготовлении и монтаже Монумента принимали участие специалисты Машиностроительного завода им. С.М. Кирова (Алматы, на каждом элементе художественного литья имеется аббревиатура изготовителя). Бронзовые отливки барельефов и скульптур предварительно монтировались в цехе и представлялись авторской группе, после внесения корректив и одобрения изделия художественного литья монтировались на Площади Республики.
В октябре 2007 года неизвестные похитили фрагмент монумента Независимости — бронзовую книгу с отпечатком ладони президента РК. Через три недели книгу восстановили. 
Литейная модель Книги хранится на АО «Машиностроительный завод им. С.М. Кирова». В книге желаний написано — «Выбирай и блаженствуй». Для отливки Книги был применён нестандартный химсостав сплава меди (особая латунь) и других элементов таблицы Менделеева, в содержание сплава были включены особые металлы для придания уникальных свойств - прочности, коррозионной стойкости.